# Educación no directiva
La  Educación no directiva  es un modelo educativo que sitúa al niño en el centro del aprendizaje creando las condiciones y los entornos adecuados para que los niños construyan los aprendizajes a partir de sus investigaciones y sus descubrimientos, o como definía Rebeca Wild a partir de sus propias necesidades internas. 
Los principios básicos serían la libre circulación de pensamiento, la experimentación y la investigación como motor de investigación, y el adulto como acompañante en todos los procesos de aprendizaje.
Este modelo educativo se cementa en el aprendizaje y no en la enseñanza.  Permite a los niños seguir sus ritmos internos favoreciendo y respetando la diversidad a la vez que promociona dinámicas que fomentan la cohesión social.

## Fundamentos
La educación no directiva parte de la base que el aprendizaje y la educación necesitan unas condiciones para desarrollarse correctamente. 
El bienestar, la calma, el clima de compañerismo, la presencia de los adultos (que dan seguridad), la confianza hacia los niños y la ética y la estética que rodean todos los espacios permiten que se pueda asegurar el bienestar de todos los niños. La atención del proyecto pedagógico está en el aprendizaje considerándolo como un hecho interno que va de dentro hacia fuera. No está directamente relacionado con el que otro te enseña, sino con el que uno es capaz de aprender. Por lo tanto, está totalmente vinculado con las emociones. Uno solo aprende si quiere aprender, y uno solo quiere aprender si está en condiciones de aprender.

## Organización
La escuela fomenta el trabajo en grupos heterogéneos de edad siempre respetando las zonas de desarrollo cercano que definía Lev Vygotski. Esto permite adaptar los ritmos escolares a sus ritmos personales, respetar sus procesos internos, potenciar el aprendizaje entre iguales, fomentar las zonas de desarrollo cercano, integrar diferentes roles a lo largo de cada comunidad, establecer vínculos más estrechados con sus coetáneos, aprender a despedir y a reencontrar, permitir una acogida mucho más cálida por parte de los adultos y de los propios niños a los nuevos grupos, poder dar y recibir con más calidad, cuidar y respetar, y aprender mucho más los unos de los otros.

## El papel del educador
Para la educación no directiva la función del educador o maestro representa un papel importantísimo, ya que del equipo pedagógico depende el entorno y el respeto hacia los niños y hacia el aprendizaje. El aprendizaje y la educación se generan tanto en momentos formales como en informales, y en la escuela, los dos coexisten. El día dentro de la escuela es rico en los dos momentos y por ello hay que cuidar y conseguir que sea rico y que se viva con intensidad aprendizajes, emociones y relaciones.
- El niño no vive una fractura entre el tiempo lectivo y el no lectivo, ni entiende de fragmentaciones temporales ni por materiales,  la vida es un continuo y los aprendizajes están relacionados ente sí creando redes de aprendizajes.

## Metodología
La escuela no directiva sitúa el niño en el centro del aprendizaje y construye un entorno que es respetuoso con él y con sus necesidades. Potencia y crea unas estrategias organizativas que permitan asegurar que la escuela es un espacio libre que permita el desarrollo general de las inteligencias múltiples definidas por Howard Gardner  y en concreto de aquellas capacidades y competencias más adecuadas a cada uno. Un buen acompañamiento a los niños, unos ambientes de aprendizaje interiores y exteriores ricos en todos los aspectos, y un espacio de conversación potente donde desarrollar las inteligencias de los niños.
En la educación no directiva todos los miembros de una comunidad de aprendizaje son partícipes de esta misma. Los niños también tienen sus espacios de participación en la asamblea y el consejo de niños. Porquè como afirma Francesco Tonucci, los niños tienen cosas importantes que decir, y los adultos debemos escucharlos.